# Gosanke

Tokugawa Gosanke (徳川御三家 "Las tres casas de los Tokugawa"?) también llamado simplemente Gosanke (御三家 "the Noble Three Houses"?), o incluso Sanke (三家 "las tres casas"?) fueron las tres ramas más nobles del clan Tokugawa de Japón: la Casa Owari de Tokugawa, la Casa Kii de Tokugawa y la Casa Mito de Tokugawa, todas las cuales descendieron del fundador del clan Tokugawa Ieyasu los tres hijos más pequeños,  Yoshinao,  Yorinobu, y  Yorifusa, y se les permitió proporcionar un shōgun en caso de necesidad. En el Período Edo el término gosanke también podría referirse a varias otras combinaciones de casas Tokugawa, que incluyen las casas shogunal, Owari y Kii y Owari, Kii, y Suruga casas (todas con la posición de corte de dainagon).

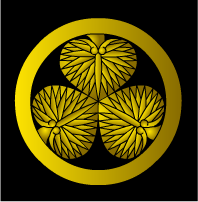
Maru-ni-mitsuba'aoi ("Círculo alrededor de tres hojas Hollyhock"), la cresta del clan Tokugawa (mon).

Más tarde, Gosanke se vio privado de su función de proporcionar un shōgun por otras tres ramas que están más cerca de la casa shogunal: el Gosankyō.
Incluso después de la caída del shogunato de Tokugawa y la abolición del sistema del período Edo de los dominios administrativos de  Han las tres casas continuaron existiendo de alguna forma, como lo hacen en el siglo XXI.